# Kazimir Vrljičak
Kazimir Vrljičak (špa. Casimiro Vrljicak) (Kaštel Novi, 1914. – 21. studenoga 2000.) je bio hrvatski odvjetnik, kulturni djelatnik, prevoditelj i hrvatski diplomatski dužnosnik za vrijeme drugog svjetskog rata. Bio je konzul NDH u Madridu i hrvatski kulturni djelatnik u Španjolskoj.
Rodio se u Kaštel Novom. Bio je sinom jedincem uspješnog trgovca. Obitelj mu se preselila u Split gdje je pohađao osnovnu i srednju školu. Otac ga je poslao u Njemačku i Švicarsku da bi studirao. Studij je nastavio na zagrebačkom sveučilištu, gdje je našao mjesto 1940. 
Između dva svjetska rata je bio istaknuti hrvatski katolički djelatnik.
Za vrijeme NDH je radio u ministarstvu vanjskih poslova. Nekoliko je mjeseca radio u hrvatskom konzulatu u Beču, a srpnja 1944. je postao tajnikom veleposlanstva u Madridu (lipanj 1944. - srpanj 1945.). Ondje se uključio u kulturni rad. Zanimljivost je da je iako je nezavisna Hrvatska nestala 1945., na 19. kongresu Pax Romane rujna 1946. u Zaragozi je zajedno s Brankom Kadićem sudjelovao kao predstavnik Hrvatske.
Bio je suprugom Mire Vrljičak. Kad je dobio zadaću biti konzulom u Madridu, Mira je pošla s njime. Neko vrijeme su ostali ondje, a onda su dvije godine nakon rata oboje otišli odandje u Argentinu 1947. godine. Smjestili su se u Buenos Airesu. Ondje je bio članom društva sv. Tome Morea. Razlog što su otišli je bio taj što je tih godina bili vrlo teško naći posao nešpanjolcima u Španjolskoj.
Troje mu se djece rodilo u Europi (Jorge Marin u Hrvatskoj, a Marija i Carmen u Španjolskoj), a u emigraciji u Argentini je još pet puta postao otac. Supruga mu je rodila Jozu, koji je kasnije postao ravnatelj revije Studia croatica te Ignacija, Victoriju, Francisca i Teresitu.
Prevodio je na španjolski Marulićeve stihove na hrvatskom i latinskom. Značajan je što je Marulićeva djela uvrstio u hrvatsko pobožno pjesništvo na španjolskom. Bio je prva osoba koja je tiskala španjolski prijevod jedne Marulićeve pjesme.
Surađivao je s revijom Studia croatica. Iako ga je Argentina izvrsno primila, nije radio u struci, nego je radio kao javni namještenik.

## Vanjske poveznice
- Studia croatica br.144/2002. (može se dobiti kao elektronička knjiga)